# خانه‌ای که جک ساخت (فیلم ۱۹۰۰)
خانه‌ای که جک ساخت (انگلیسی: The House That Jack Built) عنوان فیلم کوتاه و صامت بریتانیایی است که در سال ۱۹۰۰ ساخته شد. کارگردان این فیلم درام جرج آلبرت اسمیت است.